# Raffaele de Ferrari
Pour les articles homonymes, voir Ferrari.
Titres
Duc de Galliera
18 septembre 1837 – 23 novembre 1876
Prince de Lucedio
28 juin 1839 – 23 novembre 1876
Le marquis Luigi Raffaele de Ferrari (1803-1876), duc de Galliera (1837) et prince de Lucedio (1839), était un homme d'affaires, financier et philanthrope italien, fondateur du Crédit mobilier avec les frères Pereire, rivaux des Rothschild. Il était aussi sénateur du royaume de Sardaigne.
Il bâtit sa fortune à Paris où il s'exila à la suite d'un accident tragique qui causa accidentellement la mort d'un domestique par arme à feu.

## Biographie
Fils d'Andrea De Ferrari et de Livia Ignazia Pallavicino, tous deux issus de deux grandes familles génoises, ayant donné des doges à la république de Gênes (dont son oncle Raffaele Agostino De Ferrari, doge en 1787), Raffaele de Ferrari épouse en 1828 Maria de Brignole-Sale (1812-1888), de la plus puissante famille génoise d'alors. Le couple a trois enfants :
- Livia (1828-1829) ;
- Andrea (1831-1847) ;
- Philippe (1850-1917), excentrique collectionneur de timbres-poste, qui, à la mort de son père, refusera d'hériter de sa fortune et le titre de duc auquel il pouvait prétendre.

Il est décurion de Gênes en 1848.
Cofondateur de la compagnie du Midi, de la compagnie du chemin de fer de Lyon à Genève, du crédit immobilier espagnol, de la banque ottomane (dont il est membre du Comité parisien de 1863 à 1868) et de la société générale du commerce et de l'industrie (Pays-Bas), il est président de la société de chemins de fer de Gênes au Piémont de 1836 à 1845, de la compagnie du chemin de fer de Paris à Orléans et de la banque de Gênes de 1844 à 1847, ainsi que conseiller d'administration de la société du Nord de 1845 à 1867, membre du conseil d'administration de la compagnie du chemin de fer de Paris à Strasbourg, de la compagnie du chemin de fer de Paris à Lyon, du crédit immobilier, de la compagnie ferroviaire de Mulhouse, de la compagnie des chemins de fer de Paris à Lyon et à la Méditerranée, de la compagnie de l'Est, de la banque ottomane, de la société générale du commerce et de l'industrie (Pays-Bas), de la société impériale et royale de la compagnie autrichienne des chemins de fer d'État, et membre du conseil de surveillance de la caisse du commerce et des chemins de fer (France). Il appuie financièrement la création d'Ernest Goüin et Cie.
Il est un des promoteurs de l'académie linguistique des beaux-arts de Gênes.
En 1861, il acquit la principauté de Lucedio et reçut le titre de prince de Lucedio du roi Victor-Emmanuel II. Il avait été créé duc de Galliera par le Pape Grégoire XVI en 1837.
Le duc de Galliera fut le principal constructeur des chemins de fer de la Haute Italie et de la ligne Paris-Lyon-Méditerranée. Il effectua des opérations de voirie dans Paris et fut l'un des fondateurs du Crédit mobilier avec les frères Pereire.
Il était chevalier de l'ordre de l'Annonciade (1875) et de Saints-Maurice-et-Lazare (1856).
Intime des plus grands hommes du temps de Louis-Philippe qu'il recevait chez lui à l'hôtel Matignon, on lui proposa la dignité de pair de France. Il la refusa souhaitant demeurer citoyen sarde.